# Ørslev Sogn (Ringsted Kommune)
 For alternative betydninger, se Ørslev Sogn. (Se også artikler, som begynder med Ørslev Sogn)
Ørslev Sogn er et sogn i Ringsted-Sorø Provsti (Roskilde Stift).
I 1800-tallet var Ørslev Sogn anneks til Terslev Sogn. Begge sogne hørte til Ringsted Herred i Sorø Amt. De dannede hver sin sognekommune. Ved kommunalreformen i 1970 blev Ørslev indlemmet i Ringsted Kommune. Terslev gik frivilligt med i Haslev Kommune, der ved strukturreformen i 2007 indgik i Faxe Kommune.
I Ørslev Sogn ligger Ørslev Kirke.
I sognet findes følgende autoriserede stednavne:
- Kagstrup (bebyggelse, ejerlav)
- Karsebæk Huse (bebyggelse)
- Nyhuse (bebyggelse)
- Ottestrup (bebyggelse, ejerlav, landbrugsejendom)
- Ørslev (bebyggelse, ejerlav)
- Ørslev Enghaver (bebyggelse)
- Ørslev Overdrev (bebyggelse)